# Carl Friedländer
Carl Friedländer, sich selbst Friedlaender schreibend (* 19. November 1847 in Brieg, Schlesien; † 13. Mai 1887 in Meran) war ein deutscher Pathologe und Mikrobiologe. Er gehörte zu den Pionieren der Bakteriologie.
Friedländer war Sohn des Kaufmanns Heinrich Friedländer und besuchte das Gymnasium in Brieg. Er studierte Medizin in Breslau, Würzburg, Zürich und Berlin und schloss das Studium 1868 mit einer Dissertation „Über die Verstopfung der Lungenarterie“ und dem Staatsexamen in Breslau ab, wo er am Physiologischen Institut der Universität Assistent Rudolf Heidenhains wurde. 1871 bis 1872 war er Assistent an der Chirurgischen Klinik von Halle.
Friedländer habilitierte sich in Halle 1872 für pathologische Anatomie. Zwischen 1874 und 1879 arbeitete Friedländer als Assistent von Friedrich Daniel von Recklinghausen an der Kaiser-Wilhelm-Universität in Straßburg. In Berlin wurde er 1879 Prosektor am Städtischen Krankenhaus Berlin-Friedrichshain und Privatdozent an der Universität. Später wurde er Leiter des Pathologischen Instituts am Städtischen Krankenhaus am Friedrichshain.
Friedländer war selbst lungenkrank und arbeitete vor allem auf den Gebieten der Lungenentzündung (Pneumonie) und der auch bei ihm aufgetretenen Tuberkulose. 1882 entdeckte er die bakterielle Ursache der Lungenentzündung. 1883 gründete er die Zeitschrift „Fortschritte der Medizin“ und fungierte bis an sein Lebensende als deren Herausgeber. Eine seiner ersten Veröffentlichungen darin war 1883 seine Beschreibung des Diplococcus (heute Klebsiella pneumoniae, Friedländer-Bakterien) als Erreger einer seltenen Form der Lungenentzündung, der heute nach ihm benannten Friedländer-Pneumonie.

## Veröffentlichungen (Auswahl)
- Über die Schizomyceten bei der acuten fibrösen Pneumonie. In: Virchows Archiv für pathologische Anatomie und Physiologie und klinische Medizin, 87 (2):319-324, Feb. 4, 1882.
- Arteriitis obliterans. In: Zentralblatt für die medizinischen Wissenschaften, Berlin, 1876, 14.
- Über die Verstopfung der Lungenarterie. 1868